# Christophe Clivaz

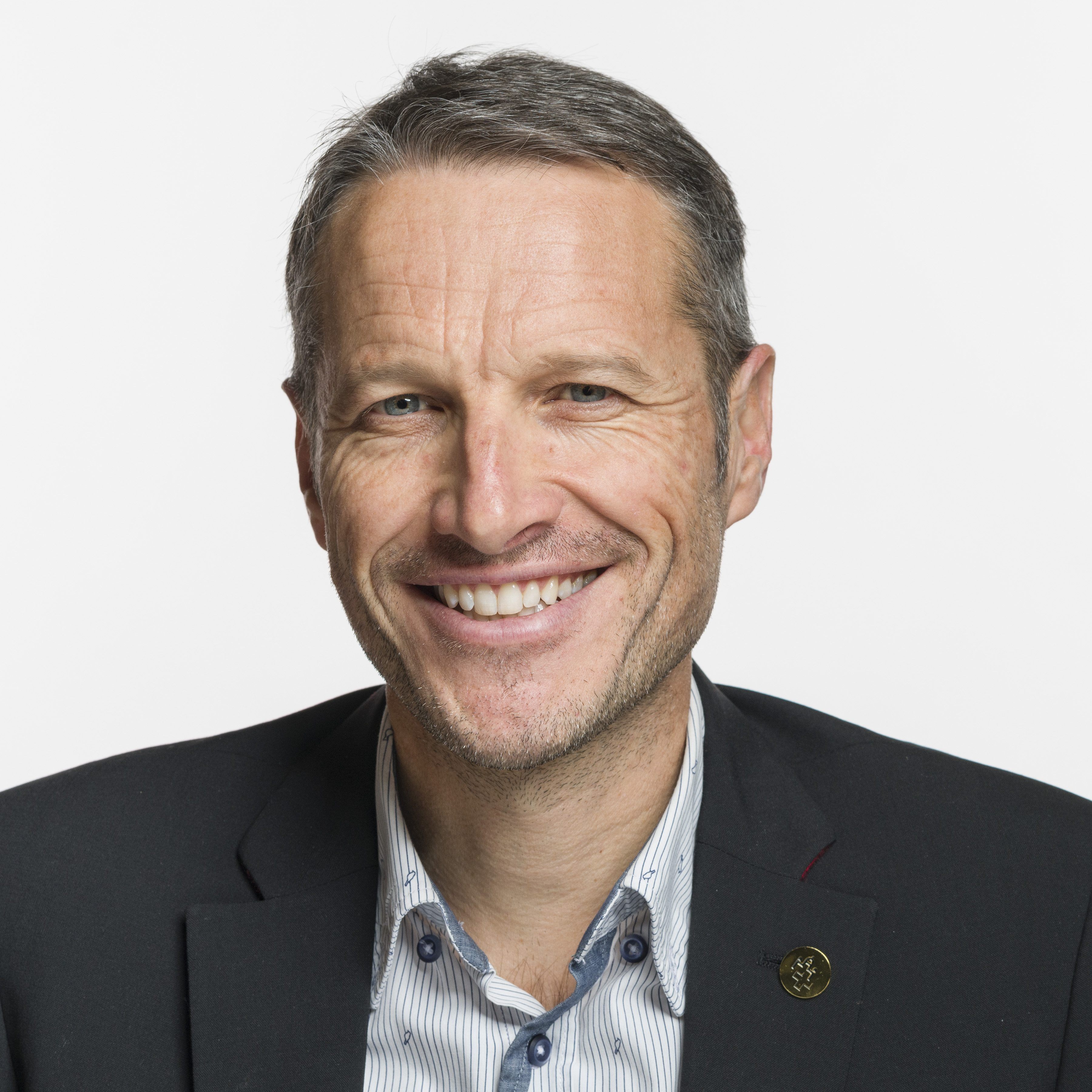
Christophe Clivaz (2019)

Christophe Clivaz (* 7. Januar 1969 in Siders; heimatberechtigt in Crans-Montana) ist ein Schweizer Politiker (Grüne).

## Leben
Christophe Clivaz besuchte das Gymnasium in Sitten und studierte anschliessend Politologie an den Universitäten Lausanne und Genf. Er promovierte 2000 an der Universität Lausanne zur Thematik der Ökologisierung des alpinen Tourismus und arbeitete bis 2002 als wissenschaftlicher Mitarbeiter am Forschungszentrum und anschliessend bis 2008 als Professor am Institut für Wirtschaft und Tourismus der Fachhochschule Westschweiz in Siders. Von 2008 bis 2012 war er Assistenzprofessor und anschliessend bis 2014 assoziierter Professor am Institut Universitaire Kurt Bösch in Bramois und Sitten. Seit 2015 ist er assoziierter Professor am Institut für Geografie und Nachhaltigkeit der Universität Lausanne. Clivaz ist verheiratet und hat zwei Kinder. Er lebt in Sitten.

## Politik
Christophe Clivaz war von 2005 bis 2008 Mitglied des Generalrats (Legislative) und ist seit 2009 Mitglied des Gemeinderates (Exekutive) von Sitten.
Seit 2013 ist Clivaz Mitglied des Grossen Rates des Kantons Wallis.
Bei den nationalen Parlamentswahlen vom 20. Oktober 2019 wurde Christophe Clivaz für die Grünen in den Nationalrat gewählt.